# Norr Amsberg
Norr Amsberg – miejscowość (tätort) w Szwecji, w regionie administracyjnym (län) Dalarna, w gminie Borlänge.
Według danych Szwedzkiego Urzędu Statystycznego liczba ludności wyniosła: 238 (31 grudnia 2015), 236 (31 grudnia 2018) i 244 (31 grudnia 2019).